# Sebastián de Horozco
Sebastián de Horozco (Toledo, 1510 - íd., mayo de 1579), fue un paremiólogo, historiador, poeta y dramaturgo español del Siglo de Oro.
Nació en Toledo, en la casa, aún existente, en el número 22-24 de la calle del Barco.

## Biografía
Era un cristiano nuevo, hijo de la judeoconversa María de Soto y de Juan de Horozco, alarife y vecino de Toledo. Nunca se atrevió a pretender por ello cargos que exigiesen estatuto de limpieza de sangre, aunque sus hijos varones sí lo hicieron, sin poderlo conseguir por este claro origen, pese a lo cual alcanzaron altos puestos en la jerarquía eclesiástica. Estudió derecho canónico y civil en la Universidad de Salamanca, donde obtuvo el título de bachiller (1524-1526) y de licenciado (1530-1534). Pese a haber superado la prueba final, se le prohibió recibirse de doctor en los dos años siguientes como castigo por «algunas faltas que en él habían hallado en el examen». Esta debió de ser la causa por la que nunca llegó a obtener el grado de doctor.  Regresó a Toledo y ejerció como abogado, asumiendo además los cargos de Consultor de la Santa Hermandad, del Santo Oficio y del Ayuntamiento de Toledo. Contrajo matrimonio antes de 1543 con una mujer de inferior nivel social, María Valero de Covarrubias Leyva, hija del bordador Marcos de Covarrubias, pero bien emparentada, porque era sobrina del famoso arquitecto Alonso de Covarrubias y prima de los también eminentes teólogos, humanistas y juristas Diego de Covarrubias y Antonio de Covarrubias; de esta unión nacieron tres hijos: Sebastián de Covarrubias, Juan de Horozco y doña Catalina de Horozco; otra hija no llegó a alcanzar la edad adulta. 
Sebastián de Horozco trató toda su vida de compatibilizar su actividad profesional de jurisconsulto con su vocación literaria y paremiológica. Se convirtió en cronista de la ciudad (sus Relaciones históricas toledanas recogen diversos acontecimientos y sucesos oficiales locales de entonces y su Cancionero refleja, de modo complementario, una visión vitalista, multiforme y vistosa de la vida de la ciudad con letra menuda) y sus hijos varones llegaron a ser también escritores famosos: el lexicógrafo Sebastián de Covarrubias fue canónigo y maestrescuela de la Catedral de Cuenca y autor del primer diccionario en nuestro idioma, el Tesoro de la lengua castellana y Juan de Horozco y Covarrubias compuso unos conocidos Emblemas morales y fue obispo primero de Agrigento y luego de Guadix. Él mismo escribió muchas y muy diversas obras, poemas y comedias, aunque no publicó nada, lo cual no quiere decir que no se difundieran: circulaban manuscritas y se copiaron muchas veces en los ambientes literarios toledanos. El manuscrito 9175 de la Biblioteca Nacional titula no menos de cien obras, de los cuales solo unos treinta son obra original suya: el resto son documentos que copió o compiló. A pesar de que en algunas coplas de su Cancionero alude a dificultades económicas, no hay motivos aparentes para deducir que no disfrutase de una vida desahogada y bien posicionada socialmente. En este sentido, su obra testimonia el extenso marco de sus relaciones, que alcanzaron las más altas categorías sociales. Por lo demás, los documentos atestiguan que fue dueño de ocho casas en Toledo, alguna propiedad rústica y varias rentas de alquiler..Ya estaba viudo en 1560 y cuando falleció, probablemente en mayo y de seguro en 1579, dejó cuatro arcas de libros y considerables propiedades raíces. Al parecer no se había llevado muy bien con sus hijos varones, que renunciaron a su parte de la herencia en favor de su hermana Catalina a pesar de que el padre quería repartir sus bienes entre todos. Años después de la muerte de Horozco, el mayor de sus hijos, Sebastián de Covarrubias, mostró un gesto de reconciliación fundando una capellanía para sus padres y el resto de la familia en la iglesia toledana de San Lorenzo.

## Obras
Su poesía contrasta deliberadamente con la italianizante que contemporáneamente desarrollaba el también toledano Garcilaso de la Vega, porque se inspira en la lírica cancioneril del siglo XV e incluye contenidos satíricos y de circunstancias; el tono general es doliente, amargado y descontentadizo, resentido contra los judíos y conversos como él a los que ataca sin piedad. También compiló una interesante colección de Refranes glosados o Libro de proverbios que le reservan lugar en la paremiología española del siglo XVI. En cuanto a su teatro mezcla lo sacro y lo profano bajo el título de representaciones y esboza las primeras muestras del género denominado entremés.
El erudito Julio Cejador y Frauca le atribuyó en 1914 la autoría del Lazarillo de Tormes en su edición de la obra, fundándose en los parecidos que había entre el Ciego y el Lázaro de su Representación evangélica de San Juan y los personajes de la obra, tesis que retomó después Francisco Márquez Villanueva.
En cuanto a sus Relaciones y noticias toledanas, terminaron por publicarse en 1905 por el Conde de Cedillo a fuer de su importancia e interés histórico, ya que contenían datos sobre los autos de fe realizados en la ciudad, y se reimprimieron por el Instituto Provincial de Estudios toledanos en 1981.
Como poeta resulta poco moderno, pues se inspira en la lírica cancioneril del siglo XV frente a la revolución de la métrica italiana de su contemporáneo y coterráneo Garcilaso de la Vega, y su mayor valor consiste en el abigarrado y multicolor panorama que ofrece de la vida entonces en Toledo y en la abundancia de elementos populares con que esmalta sus obras. Su Cancionero fue editado en 1874 por José María Asensio para la Sociedad de Bibliófilos Andaluces, y contiene 380 composiciones, muestras de casi todos los géneros: debates poéticos, sátiras, poesía amorosa, poemas religiosos, glosas de canciones viejas… con gran fidelidad al octosílabo y a la copla real, sin que falte tampoco la copla de pie quebrado manriqueña. No escasea lo picante, lo burlesco ni incluso lo escatológico; incluye además algunas obras dramáticas, como la Representación de la parábola de San Mateo a los veinte capítulos de su sagrado evangelio, que se representó en Toledo en 1548, la Representación de la Historia evangélica del capítulo nono de San Juan, en la que figura un mozo llamado Lazarillo; la Representación de la famosa historia de Ruth, Coloquio de la Muerte, con todas las edades y estados, inspirado en las danzas de la muerte del siglo XV, y el Entremés que hizo el autor a ruego de una monja parienta suya....
La Representación de la historia evangélica de San Juan escenifica el milagro de la curación del ciego por Jesucristo y mezcla atemporalmente figuras del mundo antiguo con otras de la sociedad contemporánea (un procurador y un litigante que se introducen en un entremés inserto al final del primer cuadro) y el ciego y el lazarillo).
La Representación de la historia de Ruth está incompleta y se inspira en el Libro de Ruth incluso en el Antiguo Testamento; también aquí aparecen personajes contemporáneos, como el criado Bobo, tenido por antecesor de Sancho Panza.
La Representación de la parábola de San Mateo, que tuvo lugar en el Corpus Christi de 1548 sobre la parábola del dueño y el salario que paga a los trabajadores de la viña. El repertorio de personajes es más variado: clérigos, soldados, mendigos, bobos, villanos, viejos etéctera.
Es importante su colección de 3.145 refranes glosados o comentados en décimas, titulada Teatro universal de proverbios, adagios o comúnmente llamados refranes... que más se usan en nuestra España, impresa por Emilio Cotarelo entre 1915 y 1916; se conservan dos manuscritos de la misma. Además compuso otras tres obras parecidas que quedan manuscritas: Libro de los proverbios glosados, Proverbios y consejos que qualquier padre deve dar a su hijo (que sí fue impresa en Salamanca, 1607) y Recopilación de refranes y adagios comunes y vulgares de España.

## Ediciones modernas
- Relaciones históricas toledanas, Toledo, Instituto Provincial de Investigaciones y Estudios Toledanos, 1981.
- Teatro universal de proverbios, edición, prólogo, índices, glosario de José Luis Alonso Hernández, Groningen, Universidad; Salamanca: Universidad, 1986.
- Representaciones, edición, introducción y notas de Fernando González Ollé, Madrid, Castalia, 1979.
- Ed. de José Julián Labrador, Ralph A. DiFranco y Ramón Morillo-Velarde Pérez del Cancionero de Sebastián de Horozco, Toledo: Consejería de Educación, Ciencia y Cultura de la Junta de Comunidades de Castilla-La Mancha, 2010.